# Terry Deary
William Terence Deary, conosciuto come  Terry Deary (Sunderland, 3 gennaio 1946), è uno scrittore britannico.

## Biografia
Nato a Sunderland nel 1946, vive e lavora nella contea di Durham.
Dopo essere stato attore, regista teatrale ed insegnante di recitazione, ha iniziato a scrivere all'età di 29 anni.
Ha scritto più di 200 romanzi e racconti per ragazzi vendendo nel mondo più di 25 milioni di copie.
È principalmente noto per la serie Brutte storie (Horrible Histories), un "manuale di storia alternativo" nel quale descrive in tono ironico gli avvenimenti e i popoli più celebri dai Puzzolenti primitivi agli Inauditi Stati Uniti.

## Opere tradotte

### Serie Brutte storie
- I ganzi greci (The groovy Greeks), Firenze, Salani, 1996 ISBN 88-7782-551-0.
- Gli spaventevoli egizi (The awesome Egyptians) con Peter Hepplewhite, Firenze, Salani, 1996 ISBN 88-7782-550-2.
- I villosi vichinghi (The vicious Vikings), Firenze, Salani, 1997 ISBN 88-7782-552-9.
- Gli atroci aztechi (The angry aztecs), Firenze, Salani, 1998 ISBN 88-7782-691-6.
- I cinici celti (The cut-throat Celts), Milano, Salani, 1999 ISBN 88-7782-822-6.
- I rivoltanti romani (The rotten Romans) con Massimo Birattari, Milano, Salani, 1999 ISBN 88-7782-734-3.
- Callosi cavalieri e mefitici manieri (Dark knights and dingy castles), Milano, Salani, 2000 ISBN 88-7782-855-2.
- Puzzolenti primitivi (The savage stone age), Milano, Salani, 2000 ISBN 88-7782-863-3.
- Ribollenti rivoluzioni (Rowdy revolutions), Milano, Salani, 2000 ISBN 88-7782-857-9.
- Incavolati incas (The incredible Incas), Milano, Salani, 2001 ISBN 88-7782-856-0.
- Pidocchiosa Prima Guerra Mondiale (The Frightful First World War), Milano, Salani, 2001 ISBN 88-7782-839-0.
- Sadici sassoni (The smashing Saxons), Milano, Salani, 2001 ISBN 88-8451-084-8.
- Inauditi Stati Uniti (The USA), Milano, Salani, 2002 ISBN 88-8451-127-5.
- Irosi irlandesi (Ireland), Milano, Salani, 2002 ISBN 88-8451-193-3.
- Nerboruti normanni (The stormin's Normans), Milano, Salani, 2002 ISBN 88-8451-140-2.
- Frastornante Francia (France), Milano, Salani, 2003 ISBN 88-8451-281-6.
- L'immonda storia del mondo (The wicked history of the world) con Martin Brown, Milano, Salani, 2003 ISBN 88-8451-320-0.
- Guizzanti quiz di storia antica (The awesome ancient quiz book) con Martin Brown, Milano, Salani, 2004 ISBN 88-8451-469-X.
- I rovinosi romani (The ruthless romans), Milano, Salani, 2005 ISBN 88-8451-499-1.
- Stomachevoli storie (The mad miscellany), Milano, Salani, 2006 ISBN 88-8451-585-8.
- Indecente Inghilterra (England), Milano, Salani, 2007 ISBN 978-88-8451-799-9.
- La terribile tomba di Tutankhamen (Terrible tomb of Tutankhamun), Milano, Salani, 2008 ISBN 978-88-6212-184-2.

### Serie True Stories
- Crimini, Novara, Istituto geografico De Agostini, 1999 ISBN 88-415-6503-9.
- Fantasmi, Novara, Istituto geografico De Agostini, 1999 ISBN 88-415-6504-7.
- Horror, Novara, Istituto geografico De Agostini, 1999 ISBN 88-415-6502-0.
- Mostri, Novara, Istituto geografico De Agostini, 1999 ISBN 88-415-6500-4.
- Spie, Novara, Istituto geografico De Agostini, 1999 ISBN 88-415-7166-7.
- Squali, Novara, Istituto geografico De Agostini, 1999 ISBN 88-415-6501-2.
- Ufo, Novara, Istituto geografico De Agostini, 1999 ISBN 88-415-6499-7.
- Detective, Novara, Istituto geografico De Agostini, 2000 ISBN 88-415-7165-9.
- Disastri, Novara, Istituto geografico De Agostini, 2000 ISBN 88-415-7836-X.
- Guerra, Novara, Istituto geografico De Agostini, 2000 ISBN 88-415-7167-5.

### Serie La famiglia Scintilla
- Viaggio spaziale (Space race) con Barbara Allen, Trieste, Editoriale Scienza, 1999 ISBN 88-7307-139-2.
- Pezzi e pazzi (Chop and Change) con Barbara Allen, Trieste, Editoriale Scienza, 1999 ISBN 88-7307-140-6.
- Tattiche di terrore (Shock tactics) con Barbara Allen, Trieste, Editoriale Scienza, 1999 ISBN 88-7307-150-3.
- Pipistrello e Campanello (Bat and Bell) con Barbara Allen, Trieste, Editoriale Scienza, 1999 ISBN 88-7307-151-1.
- Attenti al cane (Dog run) con Barbara Allen, Trieste, Editoriale Scienza, 2000 ISBN 88-7307-161-9.
- La forza oscura (Dark forces) con Barbara Allen, Trieste, Editoriale Scienza, 2000 ISBN 88-7307-162-7.
- Luci e ombre (Light and wrong) con Barbara Allen, Trieste, Editoriale Scienza, 2001 ISBN 88-7307-188-0.
- Maici magneti (Magical magnets) con Barbara Allen, Trieste, Editoriale Scienza, 2001 ISBN 88-7307-189-9.

### Serie Quiz scintillanti
- I segreti della scienza (Spark files science quiz) con Barbara Allen, Trieste, Editoriale Scienza, 2000 ISBN 88-7307-181-3.
- I misteri del corpo umano (Mysteries of the human body) con Barbara Allen, Trieste, Editoriale Scienza, 2001 ISBN 88-7307-180-5.

### Serie Top Ten
- Hit parade dei miti greci (Greek legends), Milano, Salani, 1999 ISBN 88-7782-739-4.
- Hit parade di Shakespeare (Shakespeare stories) Milano, Salani, 2000 ISBN 88-7782-939-7.

### Altri romanzi
- L' anello magico e la fabbrica degli scherzi (The joke factory), Casale Monferrato, Piemme junior, 1997 ISBN 88-384-3527-8.
- Una mummia da salvare (The magic and the mummy), Milano, Mondadori Junior, 2006 ISBN 88-04-55465-7.
- L'oro del faraone (The gold in the grave), Milano, Mondadori Junior, 2007 ISBN 978-88-04-56341-9.

## Filmografia
- Horrible Histories (2001-2002) Animazione
- Horrible Histoires (2009-2010) Serie TV
- Horrible Histories with Stephen Fry (2011) Serie TV

## Premi e riconoscimenti
- Premio Andersen per la miglior collana di divulgazione: 2002 vincitore con Brutte Storie